# Elekfantz
Elekfantz é um projeto brasileiro de música eletrônica do Leo Piovezani. Inicialmente foi um duo formado no ano de 2011 por Daniel Kuhnen e Leo Piovezani.  
Com uma história internacional consagrada no cenário da música eletrônica, Elekfantz se apresentou em grandes festivais como DGTL Amsterdam, Melt Festival, Electric Zoo, Awakenings, Lollapalooza, Musika Nowa, So Track Boa,  Rock in Rio e Tomorrowland. 
Em 2014, ainda como um duo, foi lançado o primeiro álbum, Dark Tales & Love Songs. O álbum conta com mais de 10 milhões de streams nas plataformas de streaming.
Em 2020 foi lançado o segundo álbum, Elements, que ultrapassa 20 Milhões de plays nos serviços de streaming.  
Em 2022 Daniel Kuhnen deixa o Elekfantz, que passa a ser um projeto representado pelo, musico, cantor e compositor Leo Piovezani. 

## Discografia

### Álbuns
- Dark Tales & Love Songs (2014)[1]
- Elements (2020)

### Singles
- "Wish" (2012)
- "Diggin' On You" (2013)
- So Damn Classy (2014)
- She Knows (2014)
- "To The Bone" (2016)
- "Blush" (2016)
- Work It Out (2018)
- The Promise (2018)
- Close To Me (2019)
- When We Were Young (2019)
- She's So Funky (2020)
- Dark Boogie Nights (2022)
- Save Me (2023)
- HALO (2023)
- Wonderful World(2024)

### Remixes
- "Oliver Koleztki - Up In The Air"
- "Voices" - Edit Revenge feat. Elekfantz
- Rita Lee - Shangrila

## Prêmios
- 2014 RMC Awards (Rio Music Conference) - Melhor Live Act [2]
- 2014 RMC Awards (Rio Music Conference) - Melhor Track com o single "Diggin' On You
- 2016 Personalidade do Ano "Música" pela Academia Catarinense de Letras e Arte

## Links
- Elekfantz (em inglês) no Discogs
- Elekfantz no SoundCloud
- Elekfantz no Spotify
- Elekfantz no Deezer
- Elekfantz no Apple Music